# Церофитиды
Церофитиды (лат. Cerophytidae) — семейство насекомых отряда жесткокрылых.

## Описание
Тело слегка удлинённое, сильно выпуклое; длина от 4 до 9 мм. Красно-жёлтого, красно-коричневого или чёрного окраса. Усики 11-члениковые.

## Распространение
Семейство включает ныне живущих 23 вида в составе 4 родов, распространённых в Голарктике, Неотропике, а также в Африке.

## Палеонтология
В ископаемом виде известно, начиная с нижней юры. Описано 17 ископаемых видов церофитид в составе 7 родов, включая Baissophytum amplus, ископаемый вид, живший в меловом периоде около 145 млн лет назад на территории Бурятии.